# Tom Pevsner
Tom Pevsner (Dresden, 2 d'octubre de 1926 - Fife, Escòcia, 18 d'agost de 2014) va ser un ajudant de direcció i productor britànic, amb una carrera que va transcórrer durant més de quatre dècades.
Va ser el segon dels tres fills de Sir Nikolaus Pevsner, un historiador arquitectònic o d'origen jueu rus. La família va emigrar d'Alemanya el 1933 per escapar del règim nazi.
Va servir a l'exèrcit britànic entre 1944 i 1948 abans d'estudiar idiomes moderns a la Universitat de Cambridge, on fou membre del St John's College Film Society. Va ser editor de The Cambridge Review; després de graduar-se va anar a treballar a la Film Finance Corporation.
Els crèdits més destacats de Tom Pevsner els va obtenir com a assistent de director a El quintet de la mort (1955) The Longest Day (1962) i La vida privada de Sherlock Holmes (1970) i com a productor de Dracula. Va treballar com a associat, i després com a productor executiu en totes les pel·lícules de James Bond des de Només per als teus ulls a Goldeneye. La seva contribució a la sèrie de Bond es reconeix a la posterior pel·lícula Spectre, quan Q afirma que s'allotja en un hotel anomenat Pevsner.
El 1962 va dirigir la seva única pel·lícula Finden Sie, daß Constanze sich richtig verhält?, basada en una novel·la de William Somerset Maugham.
Va morir als 87 anys el 2014. Va ser inclòs en l'homenatge In Memoriam durant la retransmissió dels 87ns premis de l'Acadèmia el 22 de febrer de 2015.